# Мухаммад Алі-хан Валаджах
Мухаммад Алі-хан Валаджах (урду محمد علی خان والا جاہ‎‎; нар. 7 липня 1717 — 13 жовтня 1795) — 9-й наваб Аркоту у 1752—1795 роках.

## Життєпис

### Боротьба за владу
Походив з Другої династії Аркот (відома як династія Анварійя або також династія Равтхер). Син Анвар ад-діна Мухаммад-хана та Фахр-ун-Ніси-бегум (небоги Саїда Алі-хана з клану Сафаві — нащадка імамітського імама Муси ібн Джафара). Народився 1717 року в Делі. В середині 1720-х років разом з родиною перебрався до Гайдарабаду, а 1743 року до Аркоту. 1744 року його батько став новим навабом держави.
1749 року після загибелі батька оголосив його спадкоємцем, але владу перебрав Чанда Сагіб. Уклав союз з Томасом Сандерсом, британським губернатором Мадрасу. Своєю чергою його суперника підтримали французи. Це стало початком Другої Карнатакської війни. У грудні 1750 року зазнав поразки від французів у битві біля фортеці Ґінджі. У липні 1751 року відступив до Трихінополі, де витримав облогу до квітня 1752 року. У червні Чанда Сагіб загинув у битві з Пратапсінгхом Бхонсле, магараджею Тханджавура, що підтримав Мухаммада Алі-хана. Невдовзі останній зайняв Аркот, де був оголошений навабом.

### Панування
Але цього не визнали французи, що замирилися з пешвою Баладжі Баджі Рао, який надав 3,5-тис. кінноти на чолі з Балаппою. Також проти нового наваба виступив Крішнараджа Вадіяр II, магараджа Майсуру. 26 червня 1753 року в битві біля Трихінополі (відома також як битва біля Золотої скелі) спільно з британським майором С. Лоуренсом завдав рішучої поразки франко-майсуро-маратхській коаліції. Зрештою Угодою в Пондішері у 1754 році війну завершили, а Мухаммад Алі-хана французи визнали навабом.
Під час Третьої Карнатакаської війни (збіглася з Семирічною війною в Європі) підтримував Британську Ост-Індську компанію, зокрема допоміг при обороні Мадрасу в 1758—1759 роках. У 1760 році могольський падишах Шах Алам II надав йому титули валладжах і сагіб ус-сайф вал-калам (майстер меча і калама) мудаббір-і-умар-і-алам фарзанд-і-азіз-аз джан. 1763 року Паризьким договором, що завершив Семирічну війну, був визнаний як незалежний правитель. 26 серпня 1765 року це підтвердив окремим фірманом могольський падишах.
У 1764 році планував зведення власного палацу в межах британського форту Сент-Джордж, але через обмеження землі звів його в містечку Чепаук, що було поблизу. Згодом він став резиденцією наваба. Завершено будівництво у 1768 році.
1766 року вступив у конфлікт з Тулджаджі II, магараджею Тханджавура, за право зверхності над мараварськими вождіствами. 1767 року це призвело до війни між сторонами. Водночас магараджа був таємним союзником султана Гайдар Алі, який спільно з Асаф Джахом II, нізамом Гайдарабаду, готовив війну проти Британської Ост-Індської компанії. Тому атака Тханджавура на Аркот повинна була підволікти сили Мухаммада Алі-хана Валаджаха. Невдовзі як останній спільно з британцями виступив проти Тулджаджі II, султан атакував Аркотське навабство, почавши тим самим першу англо-майсурську війну. 1768 року загони наваба відзначилися героїчною обороною Амбуру і фортеці Мулвагал, що завадило супротивнику просунутися далі, але майсурці зуміли захопити південну частину Аркотського навабсьва, раптово підійти до Мадрасу, чим спричинив непевність британців. У березні 1769 року уклали мирний договір, з якого виключили Мухаммада Алі-хана Валаджаха. Останній не дістав жодної компенсації за значні сплюндровані області. Лише після цього вдалося вибити з усіх земель магараджу, 22 вересня 1769 року взявши в облогу Тханджавур. Через місяць ворожа столиця впала.
У наступні роки докладав зусиль для відродження господарства держави. 1772 року приєднав до держави усі марварські вождійства. 1773 року спільно з британцями завдав нової поразки магараджи Тулджаджі II, який опинився в залежності від Аркоту і Британської Ост-Індської компанії.
По завершенню війни для захисту своєї території наваб платив британцям 400 тис. пагод на рік (близько 160 тис. фунтів стерлінгів), і 10 із 21 батальйону мадраської армії були розміщені в залогах його фортів. Англійці отримували прибуток від його джаґірів. Мухаммад Алі-хан позичав великі суми в чиновників Британської Ост-Індської компанії і Великої Британії. Усі парламентські вибори, що відбувалися в цей час у Великій Британії, були під впливом грошей наваба, внаслідок чого група приблизно з 10 членів парламенту сформувала «інтерес Аркот».
Під час другої англо-майсурської війни 1780—1784 роках володіння наваба також сильно постраждали. До того ж йому довелося витримати важку облогу своєї столиці військами Гайдар Алі, яка впала в листопаді 1780 року. Сам наваб втік до Чепауку.
На кінець життя держава опинилися в боргах перед британцями та фінансовій скруті. Мухаммад Алі-хан Валаджах був у політичній, військовій та економічній залежності від Британської Ост-Індської компанії. Помер внаслідок гангрени 1795 року в палаці Чепаук. Йому спадкував син Умдат уль-Умара.